# Анастасия Каменская
Анастасия Павловна Каме́нская, более известная как Настя Каменская, — персонаж детективов Александры Марининой и телесериала «Каменская», оперативник/аналитик с Петровки.

## Биография
Согласно роману «Личные мотивы», родилась 16 июня 1960 года.
Возраст Каменской в книгах Александры Марининой и на экране незначительно разнится, поскольку действия, описанные в книге, происходят порой значительно раньше, чем в фильме. Первая серия и первое дело в телесериале «Каменская» «Стечение обстоятельств» датируется 1997—1998 годом, в то время как в книге события разворачиваются в 1992 году. Таким образом, в кино год рождения Анастасии Каменской можно определить 1966-67.
Точный год рождения Анастасии (1960) можно определить по многократным ссылкам, связывающим год текущих событий с её возрастом и годами её знакомства с мужем, начиная с 9-го класса средней школы. День рождения — 16 июня — упоминается в книге «Стилист» («в аккурат в день выборов президента», то есть 16 июня 1996 года).
Работает в милиции с 1982 года ("Тьма после рассвета") — первоначально работала на районе, пока будущий начальник Виктор Гордеев («Колобок») не перевёл её к себе на Петровку. В последних книгах о Каменской у Насти меняется начальник. Вместо умного и преданного делу Колобка приходит карьерист и бывший однокурсник Насти — Афанасьев по кличке Афоня. С ним у Насти отношения не складываются настолько, что когда Афоню на его посту «в качестве эксперимента» сменяет Константин Большаков, который всеми силами хочет воссоздать былую славу отдела Колобка, Настя просто не верит в это и всюду ищет подвох. В 2010 году Настя сама уходит со службы и поступает в детективное агентство Владислава Стасова, своего давнего друга.
Проживает в Москве по адресу Щёлковское шоссе, дом 42, кв. 49 (адрес указывается в тексте «Игра на чужом поле», в интервью корреспонденту газеты «Восточный округ» Александра Маринина рассказала, что поселила она свою героиню в Северном Измайлове в память о том, что именно Северное Измайлово стало первым местом проживания Марининой в Москве после того, как её семья перебралась в столицу из Ленинграда; конкретный дом по Щёлковскому шоссе Маринина выбрала по карте).

### Характер и способности
Настя — высокая, худощавая женщина, пепельная блондинка. Предпочитает одежду простую, неброскую и дешёвую, удобную обувь без каблука. Не красит лицо, вообще не придает значения собственной внешности, хотя ради интересов дела готова «притвориться красивой» — полностью изменить свой стиль, что иногда, хотя и не очень охотно, проделывает. До последнего времени всегда носила прическу «конский хвост», в одной из последних книг впервые за много лет делает стрижку.
По знаку Зодиака Настя — Близнецы, дата рождения — 16 июня 1960 года. Предпочитает аналитическую работу, хотя состоит на оперативной должности. Обычно начальство позволяет ей «скидывать» требующие разъездов задания на других сотрудников, вместо этого занимаясь чисто аналитической работой — разработкой схем поимки преступников и прочими умозаключениями. Каменская много курит и пьёт кофе, из спиртного предпочитает вермут Martini Bianco. У неё слабое здоровье: перенесённая травма спины время от времени даёт о себе знать; к тому же у Насти плохие сосуды, она несколько раз перенесла гипотонический криз. Настя не занимается физкультурой и вообще «патологически ленива во всем, что не касается работы», например, она обычно ленится приготовить полноценный обед и давится сухомяткой. Обеды обычно готовит для неё Алексей Чистяков, профессор математики, «гражданский», а с событий книги «Смерть и немного любви» — законный муж. Настя — типичная «сова», ей очень сложно просыпаться утром, и, чтобы прийти в себя, она, принимая душ, сама себе задаёт разные задачки, логические или на тренировку памяти.
Эмоционально холодна, расчетлива, осторожна, при этом склонна к рефлексии. Сама себя считает трусихой и абсолютной одиночкой, причем последнее кажется ей моральным уродством. У неё нет друзей, за исключением коллег и родственников, и её вполне устраивает данное положение дел.
Настя — полиглот, знает пять иностранных языков и подрабатывает переводчиком художественной литературы. Хорошо разбирается в искусстве. При этом любит свою работу сыщика и не представляет жизни без неё.

### Семья
Родственники: мать, отец, отчим, единокровный брат. К матери и отчиму нежно привязана, с отцом почти не общается, с братом знакомится только в начале романа «Убийца поневоле», потом проникается к нему родственными чувствами. После продолжительной связи наконец вступает в брак с другом детства математиком Чистяковым. Детей нет. В книге «Стилист» упоминается, что примерно в 20 лет сделала аборт, будучи беременной от Чистякова.
Поддерживает дружеские отношения с коллегой Юрием Коротковым, несколько меньше — с Николаем Селуяновым (персонаж фигурирует только в книгах и отсутствует в сериале), Михаилом Доценко. С генералом из главка Заточным Каменскую связывают довольно странные отношения, чем-то подобные дружбе, чем-то — сотрудничеству, чем-то — лёгкой романтической привязанности. Сама Настя никак не может классифицировать эти чувства на протяжении многих книг, мнение Заточного неизвестно, сын Заточного считает, что отец ухаживает за «тетей Настей». Также Настя испытывает глубокую привязанность к своему начальнику (в конце цикла — бывшему), Гордееву по прозвищу Колобок, своему наставнику в сыщицком ремесле. Приятельские отношения связывают её с Татьяной Образцовой (в сериале — Татьяной Томилиной), питерским следователем, по совместительству писательницей-детективистом (её прообразом можно считать либо Елену Топильскую, либо саму Маринину).
В юности была безумно влюблена в некоего Соловьёва, который её чувств не разделял, а поддерживал отношения лишь из страха перед матерью Насти, у которой работал. Сумев преодолеть своё чувство, Анастасия вернулась к Чистякову, который любил её со школьных лет, и, хотя у неё бывали романтические приключения до брака с ним, больше так сильно не влюблялась. Столкнувшись позднее с Соловьёвым по работе (события книги «Стилист»), поняла, что уже ничего к нему не испытывает.

## Критика
Ирина Савкина сравнивает Каменскую с персонажем детективов финской писательницы Леены Лехтолайнен — Марией Каллио, находя сходство даже в фамилиях Каллио (Скала) и Камен(ская).

Литературный критик Лев Данилкин считает Каменскую несомненно удачным персонажем 
Я даже цитирую иногда фразу — правда, не из книги, а из фильма: когда Каменскую кто-то представляет в мужской компании, в последнюю очередь — «Ну а это, так, с нами…» — «Я не „так“, я майор милиции». Вот и Маринина, конечно, «не так, а майор милиции», в литературном смысле.